# Soukhoï Su-37
Le Soukhoï Su-37 (Code OTAN Flanker-F) est un démonstrateur d'avion de chasse russe. Il est la version à poussée vectorielle et le onzième prototype de la série des Su-27M (T-10M dénomination constructeur). Les Su-27M étant une série de prototypes développée par Sukhoï à partir des années 80. Le premier prototype vola en 1988. Durant les années 90, le Su-27M a été proposé à l'exportation sous la domination Su-35 et présenté à Farnborough en 1992 (le numéro 703) puis en 1996 (le numéro 711). C'est ce dernier exemplaire qui allait devenir connu sous la dénomination Su-37.

## Conception
La conception d'un dérivé du Su-27 à poussée vectorielle débuta par la modification d'un Su-27 en Su-27LL-PS possédant une unique tuyère orientable. Puis, on choisit la cellule du T-10M-11, le onzième prototype du Su-27M, codé 711 et produit en 1993 dans l'usine KnAAPO de Komsomolsk-sur-l'Amour. Il a effectué son premier vol le 12 avril 1996 entre les mains du pilote d'essai Evgeni Frolov. Au cours des vols suivants, l'appareil a accompli différentes figures qu'aucun autre avion au monde n'est capable d'accomplir. Ce résultat est obtenu par la haute instabilité naturelle de l'appareil et l'action de ses réacteurs à poussée vectorielle. Les tuyères sont montées chacune sur une pièce circulaire en acier leur permettant une inclinaison dans l'axe du tangage de ±15°, contrôlée par des commandes de vol électriques.
Le prototype no 711 s'est écrasé le 19 décembre 2002, à la suite d'un blocage du stabilisateur droit. Le pilote Yuri Vaschuk s'est éjecté sans aucun problème. Le deuxième prototype du Su-37 (no 712) aurait volé dans le courant de l'année 1998[réf. nécessaire].

## Avionique et systèmes de bord
Le Su-37 possède un radar à balayage électronique N-011M permettant l'accrochage de 15 cibles et d'ouvrir le feu simultanément sur 8 d'entre elles, ainsi qu'un autre dans le cône de queue. Le cockpit est doté d'un manche latéral et de quatre écrans à cristaux liquides.

## Culture populaire
- Dans le film Furtif, des Su-37 Flanker tentent d'abattre des appareils américains dernière génération. Ils sont désignés non pas par leur nom de code OTAN Flanker, mais comme étant des Su-37 Terminator.
- La saga Ace Combat ayant suivi les évolutions de l'aviation moderne, a intégré à ses jeux, les prototypes jugés prometteurs à leur époque, tels que le Su-37, Su-47, Mig-1.44, F-16XL, YF-23. Ces derniers ont marqué les fans, et bien qu'il soit connu qu'ils ne voleront plus, ils sont malgré tout intégrés dans les récentes versions de Ace Combat.

### Ordre de désignation
Su-7 - Su-9/Su-11 - Su-15 - Su-17/Su-20/Su-22 - Su-24 - Su-25 - Su-27 et dérivés - Su-47

### Variantes
- Soukhoï Su-27 (version initiale)
- Soukhoï Su-30 (version modernisée, biplace)
- Soukhoï Su-33 (version embarquée à bord de porte-avions)
- Soukhoï Su-34 (version d'attaque/bombardement)
- Soukhoï Su-35 (version modernisée)

## Opérateur
- Russie